# Radebrechen
Radebrechen (früher auch Radbrechen; auch: gebrochene Sprechweise) ist eine abwertende Bezeichnung für die mangelhafte und mühevolle Ausdrucksweise in einer Fremdsprache. Die Redewendung des „Radebrechens“ in einer Sprache leitet sich von der mittelalterlichen Folter- und Hinrichtungsmethode des Räderns ab und bedeutet, dass eine Sprache „gequält“ wird. „Gebrochen“ wird als Gegenteil zur „fließenden“ Beherrschung einer Sprache verwendet.

## Wortgeschichte
Das Wort Radebrechen entstand laut Grimms Wörterbuch im Mittelhochdeutschen als Ableitung des Substantivs Radbreche, also die „Brechung“ auf einem Rad, wie sie bei der Methode des Räderns üblich war. Radebrechen wurde metaphorisch für „Quälen“ verwendet, laut Kluges etymologischem Wörterbuch seit dem 16. Jahrhundert im Neuhochdeutschen auch für das „Quälen“ einer Sprache. Leonhard Thurneysser verwendet 1583 die Formulierung „ein geradebrecht Wort“. Der Ausdruck „gebrochen reden“ wird von Grimms Wörterbuch ebenfalls auf die Redewendung des Radebrechens zurückgeführt. Im gegenwärtigen Sprachgebrauch verwendet man „Radebrechen“ ausschließlich als pejorative Bezeichnung für die mangelhafte und mühevolle Ausdrucksweise in einer Fremdsprache.
Das Verb „radebrechen“ wird im Gegensatz zum Verb „brechen“ regelmäßig konjugiert („er radebrecht“, nicht: „radebricht“).

## Gebrochene Sprechweise

### Abgrenzung von Foreigner Talk, Pidgin- und Kreolsprachen
Gebrochene Sprechweise ist nicht mit einem Xenolekt (engl. Foreigner Talk) zu verwechseln, den Muttersprachler gegenüber Sprechern mit (vermeintlich) geringen Sprachkenntnissen verwenden. Außerdem ist gebrochene Sprechweise von Pidgin- und Kreolsprachen abzugrenzen. Im Gegensatz zur gebrochenen Ausdrucksweise einer Person, die versucht, eine Sprache zu lernen (siehe Übergangsvarietät), sind sie stabile Systeme, deren Regeln erlernt werden.
Der Romanist Hugo Schuchardt führt die Struktur des Radebrechens auf das Sprechverhalten von Muttersprachlern zurück und vergleicht es mit Ammensprache. In seiner Untersuchung der Entstehung der romanischen Lingua franca im Prozess der Kreolisierung 1909 heißt es:
Alles Radebrechen einer Sprache geht von deren Erbbesitzern aus, ganz ähnlich wie die Kindersprache auf der Ammensprache beruht. Oder wenn ich ein Bild gebrauchen darf, nicht die Fremden brechen sich aus einem schönen festgefügten Gebäude einzelne Steine heraus um sich damit dürftige Hütten zu bauen, sondern die Eigentümer selbst reichen sie ihnen zu solchem Zwecke.
Der amerikanische Soziolinguist Charles A. Ferguson führte 1968 für den vereinfachten Sprachgebrauch gegenüber Fremden oder Ausländern (foreigners) den Begriff „Foreigner Talk“ ein, in Anlehnung an „Baby Talk“ (Ammensprache). Er verwendet ihn für eine Sprechweise mit simplifiziertem Register. Ähnlich wie Schuchardt beschreibt er den Prozess der Pidginisierung als Interaktion zwischen Foreigner Talk und gebrochener Sprache bzw. Sprechweise (broken language). Foreigner Talk reduziert nach Ferguson eine Quellensprache, gebrochene Sprache eine Zielsprache. Eine Pidginsprache reduziert eine Basissprache, die gleichzeitig Quellensprache für Muttersprachler und Zielsprache für Nichtmuttersprachler ist.

### Merkmale
Nach Charles E. DeBose und Ferguson lassen Merkmale gebrochener Sprechweise (broken language) in drei Kategorien einteilen:
1. Sprachentwicklung: Einige Merkmale sind auf Simplifikationen und Reduktionen der Zielsprache zurückzuführen, die den Simplifikationen beim Spracherwerb, in simplifizierten Registern, bei Sprachverlust und in anderen Bereichen von Sprachvariation und Sprachwandel ähneln. ‚Fehler‘ sind üblicherweise das Weglassen oder Verwechseln von Flexionen, die Verallgemeinerung morphologischer und syntaktischer Muster sowie das Bevorzugen allgemeiner Lexeme. Ein Beispiel ist „du geht da“ (statt „gehst du da“ von „are you going there?“).[12]
2. Sprachtransfer: Viele Merkmale entstehen durch Transfer aus der Erstsprache und ähneln Entlehnungen zwischen Sprachen im Sprachkontakt. Diese ‚Fehler‘ können Ersetzungen durch Laute und Assimilationsmuster aus der Erstsprache, unpassende grammatische Kategorien oder Wortbedeutungen sein. Ein Beispiel ist: „Wir wohnen hier für acht Jahre“ (gebildet nach engl. „We’ve been living here for eight years“, das mit dem Deutschen „Wir wohnen seit acht Jahren hier“ interferiert).[13]
3. Andere Merkmale, die weder Strukturen von Sprachentwicklung noch -transfer ähneln, spiegeln den individuellen Verlauf des Kontakts mit der Sprache. Sie betreffen das bisherige Grammatikniveau oder bevorzugte Lernstrategien, außerdem die Erfindung von Kategorien, die weder Quellen- noch Zielsprache aufweisen. Sie können zur sozialen Identifikation dienen, etwa die Übernahme des stimmlosen S am Wortbeginn aus dem Schweizerdeutschen.[14]

### Wahrnehmung
Sprachvarietäten wie Pidgin- und Kreolsprachen sowie Ethnolekte (z. B. Kiezdeutsch, Migrantendeutsch, Gastarbeiterdeutsch) können von Vertretern der Standardvarietät als Radebrechen bzw. gebrochene Sprechweise wahrgenommen werden, auch wenn sie aus Sicht der Sprachwissenschaft keine sind. Von „gebrochenem Deutsch“ ist umgangssprachlich die Rede, wenn die Sprachverwendung eines Sprechers als Sprachdefizit wahrgenommen wird. Eine Studie zur Wahrnehmung von „gebrochenem Englisch“ als sprachlicher Diskriminierung (kritisch auch als Linguizismus bezeichnet) unter US-amerikanischen Studenten ermittelte, dass die Bezeichnung einer Sprachvarietät als „gebrochen“ weniger durch die Sprachbeherrschung als durch Herkunft und Akzent bestimmter Sprachen beeinflusst wird. Eine Studie zur Mehrsprachigkeit unter Migranten in Deutschland beschreibt, wie der Ethnolekt Migrantendeutsch als „gebrochenes Deutsch“ wahrgenommen und als Symptom eines „Sprachverfalls“ gedeutet wurde.

### „Gebrochen“ als offizielle Bezeichnung von Sprachkenntnissen
Die Bezeichnung „gebrochen“ findet sich auch in historischen offiziellen Dokumenten, etwa in einer Erhebung der Sprachkenntnisse deutscher Aussiedler 1976. Um die Sprachkenntnisse von Gastarbeitern zu klassifizieren, verwendete die Bundesanstalt für Arbeit in den 1960er Jahren die Kategorien „fließend“, „gebrochen“ und „nicht“.

## Darstellung gebrochener Sprechweise

### Wiedergabe als sekundärer Foreigner Talk
Die oft pejorative oder humoristische Darstellung gebrochener Ausdrucksweise, etwa in Filmen, Texten, Witzen und Übersetzungen, wird als sekundärer Foreigner Talk bezeichnet. Der Begriff geht auf einen Aufsatz von Ferguson aus dem Jahr 1975 zurück. Darin illustriert er sekundären Foreigner Talk mit dem Zitat „Ich Tarzan, du Jane“ („Me Tarzan, you Jane“, von Tarzan-Darsteller Johnny Weissmüller) und dem Roman Jenseits des schweigenden Sterns (1938) von C. S. Lewis, in dem Marsmenschen in gebrochenem Englisch dargestellt werden. Volker Hinnenkamp identifiziert im Anschluss an Ferguson vier Typen des sekundären Foreigner Talks. Er umfasse die Bezugnahme auf:
1. die Sprechweise der Ausländer selbst, wenn sie in der Sprache der Residenzgesellschaft oder einer Fremdsprache „radebrechen“
2. die Art und Weise, wie Muttersprachler mitunter mit Ausländern sprechen
3. die Muttersprache von Ausländern untereinander
4. das eigene „Radebrechen“ in einer Fremdsprache[23]

Ein alternativer Begriff ist der von Jörg Roche vorgeschlagene Terminus „Nix-Deutsch“, abgeleitet von der stereotypen Wiedergabe des Worts ‚nichts‘ als ‚nix‘ (z. B. in Ich Chef, du nix). Für Ethnolekte prägte der Linguist Peter Auer 2003 eine dreiteilige Klassifikation von primärem, sekundärem und tertiärem Ethnolekt.

### In Literatur, Film und Kunst

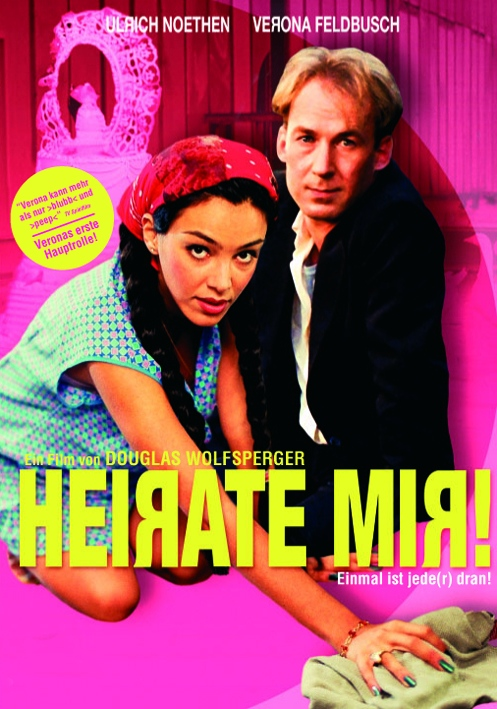
Plakat des Films Heirate mir! (1999) über eine polnische Putzfrau

- Aristophanes verwendet in seinen Komödien gebrochenes Griechisch zur Darstellung von Ausländern,[27] etwa das Griechisch des Skythen in den Thesmophoriazusen (411 v. Chr.).[28]
- In der englischen Literatur der Renaissance wird von „broken English“ gesprochen, um das Englisch von Sprechern aus dem ins englische Königreich eingegliederten Wales[29] oder von Franzosen (in der Restaurationskomödie[30]) zu charakterisieren. William Shakespeare verwendet den Begriff unter anderem im Stück Heinrich V. (1600). Darin sagt Heinrich V. zur Französin Catherine de Valois: „Come, your answer in broken music; for thy voice is music and thy English broken; therefore, queen of all, Katherine, break thy mind to me in broken English.“[31]
- Die als Kind aus Italien geraubte Figur Mignon in Goethes Roman Wilhelm Meisters Lehrjahre (1795/1796) spricht gebrochen Deutsch.[32]
- In Karl Mays Roman Winnetou I (1893) spricht die schwarze Figur Cäsar vereinfacht, etwa: „Milch und Wasser nicht helfen. Cäsar sterben.“; „Da sein Cäsar mit Messer.“; oder „Indian haben fangen Cäsar.“[33]
- Ein als kolonialistisch und rassistisch kritisiertes Beispiel des Radebrechens in der Kunst ist Hergés Comic Tim im Kongo (1930–1931), in dem die Sprache, die die Kongolesen untereinander sprechen, als geradebrechtes Französisch dargestellt wird.[34] Außerdem wird die Sprache in Kohle an Bord (1958) verwendet. Der Foreigner Talk, den Kapitän Haddock gegenüber den Schwarzen verwendet, ist durch Artikel- und Kopuladeletion, Generalisierung des Infinitivs und fehlende Inversion bei Fragesätzen gekennzeichnet.[35]
- Rainer Werner Fassbinder verwendet gebrochenes Deutsch unter anderem in den Filmen Katzelmacher (1968) und Angst essen Seele auf (1974).[36]
- Die 1995 in der Lindenstraße eingeführte Figur der Nigerianerin Mary spricht gebrochen Deutsch, während ihre Darstellerin Liz Baffoe deutsche Muttersprachlerin ist.
- Der in Israel geborene Schriftsteller Tomer Gardi verfasste seinen 2016 erschienenen Roman Broken German in bewusst fehlerhaftem Deutsch. Im Gegensatz zum von Gardi erwähnten Roman Pnin (1953–1955) von Vladimir Nabokov, in dem sich der Erzähler fehlerfrei ausdrückt und nur die aus Russland nach Amerika emigrierte Figur Pnin gebrochenes Englisch spricht, ist sein Text durchgehend in fehlerhaftem Deutsch verfasst.[37]